# Automobiles Julien

Julien MM 5

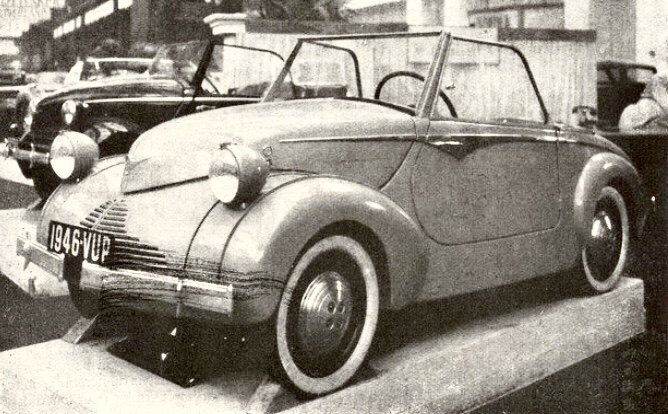
Julien 1946

Die Société des Études Automobiles M. A. Julien war ein französischer Hersteller von Automobilen.

## Unternehmensgeschichte
Maurice Julien, der zuvor bei Citroën tätig war, gründete 1946 in Paris das Unternehmen zur Produktion von Automobilen. Der Markenname lautete Julien. 1950 endete die Produktion.

## Fahrzeuge
Der erste Prototyp wurde 1946 vorgestellt. Das Serienmodell MM 5 mit hinterer Schmalspur folgte 1947. Der Einzylinder-Viertaktmotor mit 325 cm³ Hubraum und 10 PS Leistung war vor der Hinterachse montiert und trieb die Hinterräder an. Die Höchstgeschwindigkeit lag bei 65 bis 70 km/h. Das offene Fahrzeug bot Platz für zwei Personen. Die Länge betrug 2,87 Meter, das Gewicht 300 kg. 1949 erschien der MM 7 mit Frontmotor, Frontantrieb und einer Pontonkarosserie. Der Einzylindermotor mit 368 cm³ Hubraum leistete etwa 13 PS. Das Fahrzeug ähnelt dem Rovin D 3.